# バルバストロ
バルバストロ（スペイン語: Barbastro, アラゴン語: Balbastro）は、スペイン・アラゴン州ウエスカ県のムニシピオ（基礎自治体）。公式名はスペイン語のBarbastro。

## 地勢
ピレネー山脈の尾根と、モネグロス平野の間、ソモンターノ地区にある。農業が盛んで、オリーブ、アーモンド、穀物が生産される。バルバストロ周辺で生産されるワインはソモンターノ (DO)の名で知られる。

## 歴史
ローマ時代にはまず属州ヒスパニア・キテリオールに、その後ヒスパニア・タッラコネンシスに属した。717年にはバルバストロ周辺がムーサ・ビン・ヌサイールに征服され、ウマイヤ朝の一部となり、ラテン語名バルバストルム(Barbastrum)にちなむBarbaschterという名に変えられた。その後サラゴサの太守国に属し、重要な市場町となった。
1064年にはサンチョ・ラミレスがバルバストロを包囲した。それまでにもラミロ1世は幾度もバルバストロとグラウス征服を試みており、この2つの軍事的要衝はアラゴン王国の楔となっていた。サンチョ・ラミレスは、アキテーヌ公ギヨーム8世とギヨーム・ド・モンルイユ率いるフランク十字軍とともに、バルバストロの町を攻撃した。このバルバストロ包囲戦でおよそ5万人が殺害された。
1065年、イスラーム教徒のアル＝ムクタディルがアル・アンダルスからの要請に応じ、バルバストロ奪還に乗り出した。バルバストロを再征服したアル＝ムクタディルは、ビラー（Billah、アラーによって強力な、という意味）という別称を名乗ることを許された。以後バルバストロはサラゴサ太守国の下に置かれていたが、11世紀後半、ウルジェイ伯アルメンゴル4世によって再度キリスト教国の元に戻った。しかし再びイスラム側に征服されてしまう。最終的にキリスト教国による征服がされたのは、1101年、ペドロ1世によってであった。彼はローマ教皇の許可を得てバルバストロに司教座を移した。
幾度もの教会会議、コルテスがバルバストロで開かれた。1134年にラミロ2世がバルバストロで複数回のコルテスを開催した。1137年、歴史的事件がバルバストロで起きた。のちのアラゴン女王ペトロニラと、バルセロナ伯ラモン・バランゲー4世の婚約が成立したのである。2人の結婚により、アラゴン連合王国が成立した。
1626年、フェリペ4世はアラゴンのコルテスをバルバストロで開催した。王と共にバルバストロはカタルーニャ反乱の際の後衛地となった。この軍事上の要地としての役割は、その後のスペイン独立戦争、自由主義派とカルリスタが衝突したカルリスタ戦争、スペイン内戦でも繰り返された。イギリス人作家ジョージ・オーウェルは、スペイン内戦の義勇兵となり、戦傷を負った後バルバストロで療養していた。『カタロニア讃歌』では数ページにわたりバルバストロでの暮らしと都市の外観が記述されている。

## 史跡
- サンタ・マリア・デ・ラ・アスンシオン聖堂（スペイン語版） - 通称バルバストロ聖堂。バルバストロ＝モンソン司教座の聖堂。16世紀のゴシック様式及びルネサンス建築。

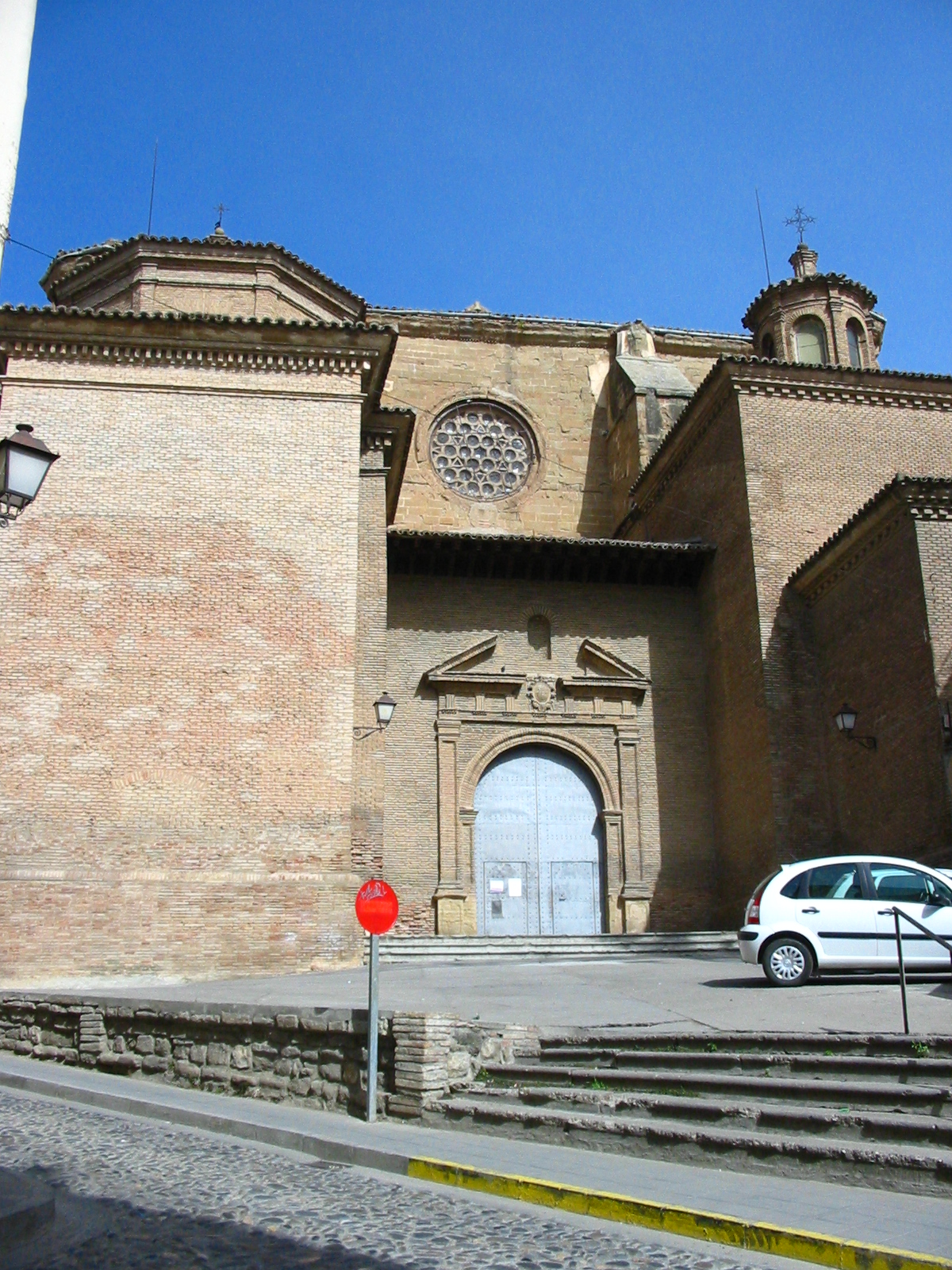
バルバストロ聖堂のファサード

## 出身人物
- ホセマリア・エスクリバー - カトリック教会の聖人。オプス・デイ創設者。

## 姉妹都市
- サン＝ゴーダンス、フランス